# Acquarossa
Acquarossa is een gemeente en plaats in het Zwitserse kanton Ticino, en maakt deel uit van het district Blenio.
Acquarossa telt 1875 inwoners.
De gemeente ontstond in 2004 na samenvoeging met de voormalige gemeenten Castro, Corzoneso, Dongio, Largario, Leontica, Lottigna, Marolta, Ponto Valentino en Prugiasco.
De naam is ontleend aan het warme rode water dat in Aquarossa uit de berg de Simano opwelt. Rond de bron van het rode water is een kuurhotel gebouwd (hotel Therme) waar men baden kon in het zeer mineraalrijke water. Het hotel is echter al geruime tijd gesloten. Het water stroomt verder in de rivier de Brenno, en laat daar aan de oever rode sporen achter.